# کوه هاردیستی
کوه هاردیستی (به انگلیسی: Mount Hardisty) یک کوه در کانادا است که در آلبرتا واقع شده‌است. کوه هاردیستی ۲٬۷۱۶ متر بالاتر از سطح دریا واقع شده‌است.